# RGS5
El regulador de la señalización de la proteína G 5 es una proteína que en humanos está codificada por el gen RGS5 .
Las proteínas reguladoras de señalización de proteínas G (RGS) son moléculas de transducción de señales que tienen homología estructural con SST2 de Saccharomyces cerevisiae y EGL-10 de Caenorhabditis elegans. En eucariotas superiores están presentes múltiples genes homólogos a SST2. Las proteínas RGS participan en la regulación de las proteínas G heterotriméricas actuando como activadores de GTPasa. Inhibe la transducción de señales aumentando la actividad GTPasa de las subunidades alfa de la proteína G conduciéndolas a su forma inactiva unida a GDP. Se une por similitud  a G (i) -alpha y G (o) -alpha, pero no a G (s) -alpha.

## Interacciones
Se ha demostrado que RGS5 interactúa con GNAO1, GNAI2   y GNAI3 .  